# Північне море, Техас
«Північне море, Техас» (нід. Noordzee, Texas) — бельгійський драматичний романтичний фільм 2011 року, знятий режисером Баво Дефурном, сценарій написаний разом з Івом Вербракеном, заснований на книзі Андре Соллі «Nooit gaat dit over».  У фільмі зіграли Єлле Флорізон, Матіас Вергельс і Єва Ван Дер Гухт.  У фільмі розповідається про те, як Пім закохується у свого найкращого друга Джино..

## Сюжет
Молодий Пім та його мати Іветт живуть у сільській місцевості Бельгії зі своїм собакою, цвергпінчером на прізвисько Мірза.  Мати, самотня розлучниця, грає на акордеоні і опікується місцевим баром під назвою Техас.  Одного разу Пім і його мати відвідують ярмарок, де вони зустрічають мандрівника на ім'я Золтан. Він періодично знімає кімнату в будинку Іветт, але згодом перестає приїжджати в місто.  Тим часом Іветт починає проводити час з чоловіком на ім'я Етьєн, з яким Пім не може поладнати.
З часом Пім починає тісно дружити з трохи старшим Джино, який стає його найкращим другом.  Пім закохується в Джино, а Джино експериментує зі своєю сексуальністю із Пімом, і вони стають все більш близькими.  Вони обидва погоджуються тримати свої сексуальні стосунки в таємниці.  Тим часом сестра Джино, Сабріна, починає відчувати почуття до Піма, а Джино проводить ніч із дівчиною на ім’я Франсуаза, з якою зустрічається.  Пім, побачивши, як Джино цілує Франсуазу, збирається помститися, і між двома друзями виникає розрив.  Згодом Сабріна дізнається, що Пім гей. Джино, почуваючись у складних обставинах, починає відштовхувати Піма. Пім забирає Мірзу та переїжджає до Сабріни, а Джино живе за містом із Франсуазою.
Одного дощового дня Джино, після смерті своєї матері, приходить до Піма. Пім каже Джино, що його сестри немає вдома, тоді він каже Піму, що він прийшов саме до нього, а не до його сестри. Джино повертає Піму ганчірку, яка багато означає для них обох, просить його зав’язати її вузлом, щоб він ніколи його не забув.  Потім він продовжує цілувати Піма в шию. Фільм закінчується тим, що вони обіймають одне одного, що свідчить про щасливий кінець для молодої пари.